# Peter, Paul and Mary
Peter, Paul and Mary foi um trio folk dos Estados Unidos, composto por Peter Yarrow (1938-2025), Noel Paul Stookey (n. 1937) e Mary Travers (1936-2009). O trio de cantores e ativistas, iniciado em 1960, teve quase 50 anos de carreira. Depois da morte da cantora Mary Travers em 2009, de complicações de um câncer, Peter Yarrow e Noel Stookey continuaram a se apresentar como um duo com o nome de Peter and Paul.

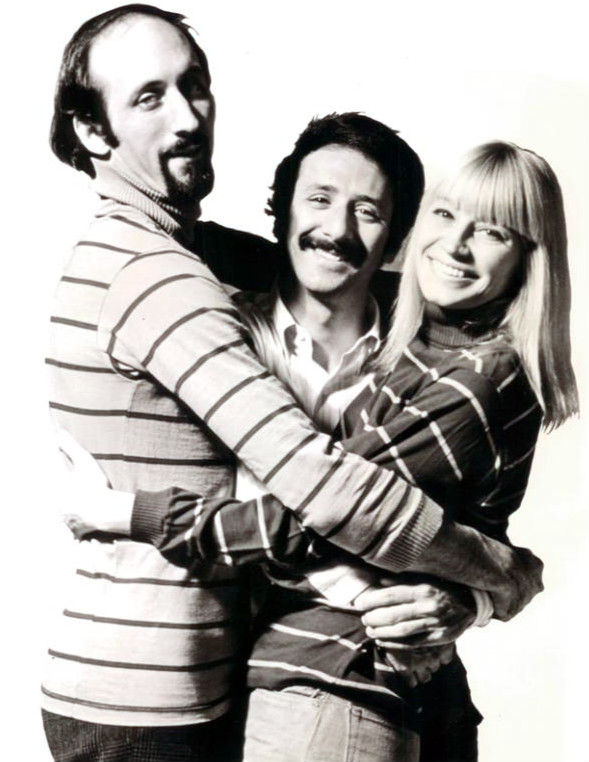
Peter, Paul and Mary em foto publicitária no ano de 1960.

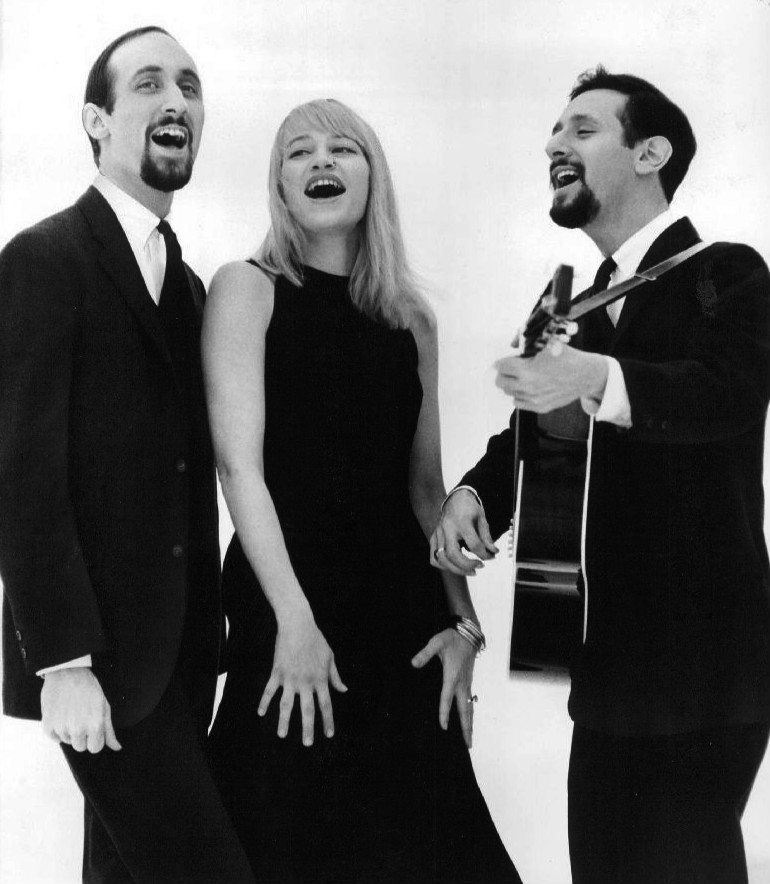
Peter, Paul and Mary em foto publicitária no ano de 1963.

Peter, Paul and Mary em março de 1963, em Washington.

## Influências
Mary Travers mencionava entre suas influências Woody Guthrie, Pete Seeger e The Weavers. O grupo fez um tributo a alguns de seus mentores e contemporâneos em seu álbum "Lifeline Concert", de 2004.

## História

### Anos iniciais (1961–69)
O empresário Albert Grossman criou o grupo Peter, Paul and Mary em 1961, depois de uma audição com diversos cantores da cena folk de Nova York. Após ensaiá-los em Miami, Grossman agendou uma apresentação do trio no The Bitter End, um café popular no cenário folk do Greenwich Village. Eles gravaram seu primeiro disco, Peter, Paul and Mary, no ano seguinte. O álbum incluía "500 Miles", "Lemon Tree", e o hit de Pete Seeger "If I Had a Hammer" (subtitulada "(The Hammer Song)") e "Where Have All the Flowers Gone??". O álbum foi listado no Top Ten da Billboard por dez meses, incluindo sete semanas na posição nº1, e permaneceu pelas próximas décadas um sucesso de vendas estável, vendendo cerca de dois milhões de cópias, ganhando um disco de platina duplo da RIAA só nos Estados Unidos.
O grupo debutou na televisão em 1961 ou 1962 no talk show PM East/PM West, apresentado por Mike Wallace e Joyce Davidson. Por volta de 1963, Peter, Paul and Mary haviam gravado três álbuns. Todos os três estiveram no Top Tenna semana do assassinato do presidente John F. Kennedy.
Em 1963, o grupo ainda lançou "Puff the Magic Dragon", com música de Yarrow e letra baseada em um poema de um estudante da Universidade Cornell, Leonard Lipton. Embora a lenda afirme que a canção é recheada de referências a drogas, ela provavelmente trata do fim da inocência infantil.
Em 1963, o grupo apresentou "If I Had a Hammer" na Marcha sobre Washington, lembrada especialmente pelo discurso "Eu Tenho Um Sonho" do reverendo Martin Luther King, Jr.. Um de seus hits mais importantes foi a canção de Bob Dylan "Blowin' in the Wind". Eles também cantaram outras canções de Bob Dylan, como "The Times They Are a-Changin'"; "Don't Think Twice, It's All Right" e "When the Ship Comes In", talvez sua música mais memorável. Seu produtor, Albert Grossman, também era empresário de Dylan. Seu sucesso com a música de Bob Dylan "Don't Think Twice, It's All Right" ajudou a projetar o álbum do próprio Dylan "The Freewheelin' Bob Dylan", lançado poucos meses antes, para o Top 30.
"Leaving On A Jet Plane", escrito pelo amigo do grupo John Denver, tornou-se seu único hit Top 1 (bem como seu último hit Top 40) em dezembro de 1969, e foi o único single disco de ouro (um milhão de cópias vendidas). "Day Is Done", Hit #21 em junho de 1969, foi o último hit Hot 100 que o trio gravou.

### Separação (1970–78)
O trio terminou em 1970 e todos seguiram em carreiras solo, com sucesso muito aquém do que eles haviam experimentado como grupo.

### Retorno (1978–2009)

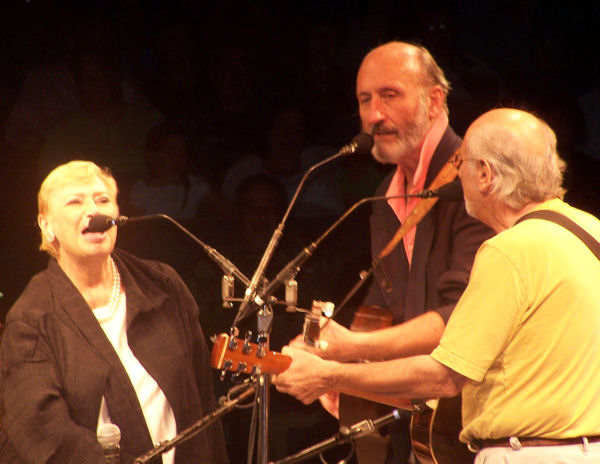
Peter, Paul and Mary em uma apresentação no ano de 2006

Em 1978, eles reuniram-se para um concerto contra a energia nuclear, continuaram a gravar discos juntos e planejaram uma turnê, fazendo cerca de 45 shows por ano, até a morte de Mary Travers em 2009.
O grupo foi introduzido no Vocal Group Hall of Fame em 1999.
Os três membros do grupo foram ativistas políticos prolíficos com envolvimento no movimento pacifista e outras causas. Eles foram premiados com a Peace Abbey Courage of Conscience em 1 de setembro de 1990.
Em 2004, Travers foi diagnosticada com leucemia, resultando no cancelamento das datas remanescentes da turnê daquele ano. Ela recebeu transplante de medula, e logo retornou com a turnê junto do resto do trio em 9 de dezembro de 2005 com uma performance no Carnegie Hall.
Em 2007, o trio trio cancelou diversos shows à medida que Mary apresentava melhoras aquém das expectativas. Foi preciso submetê-la a uma segunda cirurgia devido à doença, e cancelar novamente a turnê.
Travers foi impedida de se apresentar na turnê do trio no verão de 2009 devido à doença, mas Peter e Paul apresentaram-se como um duo nas datas agendadas, nomeando o show de "Peter & Paul Celebram Mary e 5 Décadas de Amizade."
O trio Peter, Paul and Mary terminou em 16 de setembro de 2009, quando Mary Travers morreu aos 72 de complicações resultantes da quimioterapia, mesmo ano em que o grupo foi incluído no Hit Parade Hall of Fame.

### Cultura popular
Peter, Paul & Mary são referenciados no single da superstar Britney Spears "3", que estreou em 1º lugar no Hot 100 da Billboard.
Peter Yarrow diz no documentário Peter, Paul & Mary: Carry It On — A Musical Legacy que eles sempre tentaram colocar ao menos uma canção para crianças em cada álbum. No filme, o grupo é mostrado em um concerto infantil.
Talvez, em uma das citações mais famosas do trio no cinema, a música "River of Jordan", é cantada pela aeromoça Randy (Lorna Patterson), para uma criança doente, em Apertem os cintos, o piloto sumiu!.
No episódio 9 ("The Phone Message") da série Seinfeld, George canta "Lemon Tree, de Peter, Paul and Mary, para avisar Jerry que a mulher que ele está namorando está entrando no recinto.
Em Will & Grace, Jack faz frequentes referências a Peter, Paul and Mary.
No filme Armageddon, Ben Affleck canta "Leaving on a Jet Plane" antes de decolar para o espaço.
Em Entrando Numa Fria, Greg e Jack ouvem "Puff, the Magic Dragon" enquanto dirigem-se à loje, e Greg constrange-se tentando explicar o suposto significado da letra.
No início do filme Desespero, o policial local diz ao casal (Peter e Mary) "Você é Peter… você é Mary… então, onde está o Paul? Digo, como vocês podem cantar 'Puff, the Magic Dragon' sem o Paul?"
Peter, Paul and Mary são referenciados na música "Breathe" (2001), da banda Depeche Mode.

## Discografia

### Singles
| Ano  | Título                                                                                  | Posição no ranking | Posição no ranking | Álbum                          |
| Ano  | Título                                                                                  | US Hot 100         | US AC              | Álbum                          |
| ---- | --------------------------------------------------------------------------------------- | ------------------ | ------------------ | ------------------------------ |
| 1962 | "Lemon Tree" lado-B: "Early In The Morning"                                             | 35                 | -                  | Peter, Paul and Mary           |
| 1962 | "If I Had a Hammer (The Hammer Song)" lado-B: "Gone The Rainbow" (de Moving)            | 10                 | -                  | Peter, Paul and Mary           |
| 1963 | "Puff, the Magic Dragon)" lado-B: "Pretty Mary"                                         | 2                  | 1                  | Moving                         |
| 1963 | "Big Boat" lado-B: "Tiny Sparrow"                                                       | 93                 | -                  | Moving                         |
| 1963 | "Settle Down (Goin' Down That Highway)" lado-B: "500 Miles" (from Peter, Paul and Mary) | 56                 | -                  | Moving                         |
| 1963 | "Blowin' in the Wind" lado-B: "Flora" (de Moving)                                       | 2                  | 1                  | In the Wind                    |
| 1963 | "Don't Think Twice, It's All Right" lado-B: "Autumn To May" (de Peter, Paul and Mary)   | 9                  | 2                  | In the Wind                    |
| 1963 | "Stewball" lado-B: "The Cruel War" (de Peter, Paul and Mary)                            | 35                 | -                  | In the Wind                    |
| 1963 | "A Soalin'" lado-B: "Hush-A-Bye" (de In The Wind)                                       | -                  | -                  | Moving                         |
| 1964 | "Tell it on the Mountain" lado-B: "Old Coat" (de Moving)                                | 33                 | 7                  | In the Wind                    |
| 1964 | "Oh Rock My Soul (Part 1)" lado-B: "Oh Rock My Soul (Part 2)                            | -                  | -                  | Non-album single               |
| 1965 | "For Lovin' Me" lado-B: "Monday Morning"                                                | 30                 | -                  | A Song Will Rise               |
| 1965 | "When The Ship Comes In" lado-B: "The Times They Are A-Changin'" (non-album track)      | 91                 | -                  | A Song Will Rise               |
| 1965 | "Early Mornin' Rain" lado-B: "The Rising Of The Moon"                                   | 91                 | -                  | See What Tomorrow Brings       |
| 1966 | "Cruel War" lado-B: "Mon Vrai Destin"                                                   | 52                 | 4                  | The Peter, Paul and Mary Album |
| 1966 | "Hurry Sundown" lado-B: "Sometime Lovin'"                                               | -                  | -                  | The Peter, Paul and Mary Album |
| 1966 | "The Other Side Of This Life" lado-B: "Sometime Lovin'"                                 | -                  | -                  | The Peter, Paul and Mary Album |
| 1966 | "For Baby (For Bobbie)" lado-B: "Hurry Sundown"                                         | -                  | -                  | The Peter, Paul and Mary Album |
| 1967 | "I Dig Rock and Roll Music" lado-B: "The Great Mandella (The Wheel Of Life)"            | 9                  | -                  | Album 1700                     |
| 1967 | "Too Much of Nothing" lado-B: "The House Song" (de Album 1700)                          | 35                 | -                  | Late Again                     |
| 1968 | "Love City (Postcard from Duluth)" lado-B: "Yesterday's Tomorrow"                       | -                  | -                  | Late Again                     |
| 1969 | "Day is Done" lado-B: "Make Believe Town"                                               | 21                 | -                  | Peter, Paul and Mommy          |
| 1969 | "Leaving on a Jet Plane" lado-B: "The House Song"                                       | 1                  | 1                  | Album 1700                     |
| 1969 | "The Marvelous Toy" lado-B: "Christmas Dinner"                                          | -                  | -                  | Peter, Paul and Mommy          |

### Álbuns
- 1962: Peter, Paul and Mary
- 1963: Moving
- 1963: In the Wind
- 1965: A Song Will Rise
- 1965: See What Tomorrow Brings
- 1966: The Peter, Paul and Mary Album
- 1967: Album 1700
- 1968: Late Again
- 1969: Peter, Paul and Mommy
- 1972: Peter Weave The Sunshine, tema do JORNAL HOJE, Rede Globo
- 1986: No Easy Walk To Freedom
- 1990: Flowers & Stones
- 1995: Once Upon The Time
- 1995: LifeLines
- 1996: LifeLines Live
- 2000: Don't Laugh at Me
- 2004: In These Times
- 2008: The Solo Recordings (1971–1972)
- 2010: "The Prague Sessions"

### Compilações
- 1970: The Best of Peter, Paul and Mary: Ten Years Together
- 1977: Peter Paul & Mary - Star Collection (Warner)
- 1998: Around the Campfire
- 1998: The Collection
- 1999: Songs of Conscience and Concern
- 2004: Carry It On [4-CD, 1-DVD boxed set]
- 2005: The Very Best of Peter, Paul & Mary
- 2005: Platinum Collection
- 2006: Weave Me the Sunshine

### Álbuns ao vivo
- 1964: In Concert
- 1983: Such Is Love
- 1988: A Holiday Celebration
- 1993: Peter, Paul and Mommy, Too

## Videografia
- 1986: Peter, Paul & Mary 25th Anniversary Concert
- 1988: Peter, Paul & Mary Holiday Concert
- 1993: Peter, Paul & Mommy, Too
- 1996: Peter, Paul & Mary: Lifelines Live
- 2004: Peter, Paul & Mary: Carry It On — A Musical Legacy